# Inspination
Inspination – debiutancki album studyjny polskiej piosenkarki Kasi Moś, wydany 9 października 2015 roku nakładem wytwórni Fonografika.
Płyta promowana była przez single: „Zatracam się”, „Break” i „Pryzmat”, a także utwór „Addiction”, z którym Kasia Moś startowała w krajowych eliminacjach do 61. Konkursu Piosenki Eurowizji w 2016 roku.

## Realizacja

### Muzyka i teksty
Prace nad materiałem na płytę rozpoczęto w 2013 roku. Większość muzyki oraz tekstów piosenek z płyty napisała Kasia Moś we współpracy ze swoim bratem, Mateuszem. Z duetem współpracował też m.in. producent Krzysztof „Essex” Komar.
W wywiadzie dla serwisu JazzSoul.pl Kasia Moś wyjaśniła znaczenie tytułu płyty słowami: To połączenie słów «inspiration» i «nation». Zależy mi, żeby ludzie wzajemnie się inspirowali do czynienia dobra.

### Wydanie
Płyta została wydana 9 października 2015 roku. Na wydawnictwo składały się dwa krążki, z czego na pierwszym znalazło się siedem utworów, a na drugim – sześć utworów. Do albumu została dołączona książeczka zawierająca teksty piosenek oraz czarno-białe zdjęcia autorstwa Dominiki Cudy i Macieja Malinowskiego.

### Single
Płyta promowana była przez trzy single. Pierwszy z nich, „Zatracam się”, który został wydany w styczniu 2014 roku. Utwór napisali Kasia i Mateusz Mosowie we współracy z Mateuszem Kołakowskim. Do piosenki został zrealizowany teledysk, który był nagrywany w Bytomiu i ukazał się w kwietniu 2014 roku. W czerwcu tego samego roku premierę miał drugi singiel z płyty – „Break”, który rodzeństwo napisało we współpracy z Robertem Cichym. W lipcu ukazał się teledysk do utworu. W czerwcu 2015 roku premierę miał trzeci singiel z płyty – „Pryzmat”, nagrany z gościnnym udziałem Essexa. W lipcu ukazał się oficjalny teledysk do utworu, w którym gościnnie zagrała blogerka modowa Julia „Maffashion” Kuczyńska. Za reżyserię wszystkich teledysków odpowiadał Adam Gawenda.
W grudniu tego samego roku ukazał się utwór „Addiction”, który Kasia i Mateusz Mosowie napisali razem z Pawłem Olszówką. Z tym numerem piosenkarka zakwalifikowała się do finału krajowych eliminacji do 61. Konkursu Piosenki Eurowizji w 2016 roku. 22 lutego 2016 roku premierę miał oficjalny teledysk do piosenki, za którego reżyserię odpowiadali Maciej „Hiacenty” Malinowski, Sebastian Ledwoń i Marcin Bania.

## Promocja
Kasia Moś wykonuje utwory z płyty podczas koncertów granych na terenie kraju. Zarówno single, jak i wybrane utwory z płyty wykonywane były przez piosenkarkę w telewizyjnych programach śniadaniowych, takich jak np. Dzień dobry TVN, Pytanie na śniadanie w TVP2 czy Świat się kręci w TVP1. Z utworem „Addiction” startowała w krajowych eliminacjach do 61. Konkursu Piosenki Eurowizji w 2016 roku, zajmując szóste miejsce w finale selekcji.

## Lista utworów
| Inspination | Inspination                       | Inspination                                | Inspination            | Inspination |
| Nr          | Tytuł                             | Autor(zy)                                  | Autor(zy)              | Długość     |
| Nr          | Tytuł                             | Muzyka                                     | Tekst                  | Długość     |
| CD 1        | CD 1                              | CD 1                                       | CD 1                   | CD 1        |
| ----------- | --------------------------------- | ------------------------------------------ | ---------------------- | ----------- |
| 1.          | „Experience”                      | Essex, Kasia Moś                           | Kasia Moś              | 2:57        |
| 2.          | „Addiction”                       | Mateusz Moś, Paweł Olszówka                | Kasia Moś              | 3:40        |
| 3.          | „Fat”                             | Kasia Moś, Mateusz Moś, Mateusz Kołakowski | Kasia Moś              | 2:40        |
| 4.          | „Pryzmat”                         | Essex, Kasia Moś                           | Kasia Moś              | 3:24        |
| 5.          | „Strep”                           | Essex, Kasia Moś, Magda Adamiak            | Kasia Moś              | 3:07        |
| 6.          | „Beautiful Sunrise” (Essex Remix) | Mateusz Moś                                | Mateusz Moś            | 3:35        |
| 7.          | „If You Looking” (Essex Remix)    | Mateusz Moś                                | Kasia Moś, Mateusz Moś | 3:08        |
| CD 2        |                                   |                                            |                        |             |
| 1.          | Intro                             |                                            |                        | 0:30        |
| 2.          | „Zatracam się”                    | Mateusz Moś, Mateusz Kołakowski            | Kasia Moś, Mateusz Moś | 3:18        |
| 3.          | „Beautiful Sunrise”               | Mateusz Moś                                | Mateusz Moś            | 3:23        |
| 4.          | „Supernowa”                       | Mateusz Moś, Mateusz Kołakowski, Kasia Moś | Kasia Moś              | 3:35        |
| 5.          | „If You Looking”                  | Mateusz Moś                                | Kasia Moś, Mateusz Moś | 3:33        |
| 6.          | Outro                             |                                            |                        | 1:26        |

## Twórcy
Spis sporządono na podstawie materiału źródłowego.
- Kasia Moś – śpiew, wiolonczela, muzyka, tekst
- Mateusz Moś – śpiew, skrzypce, muzyka, tekst, produkcja muzyczna
- Essex – produkcja muzyczna, muzyka (w utworach „Experience”, „Strep” i „Pryzmat”)
- Mateusz Kołakowski – fortepian, instrumenty klawiszowe, muzyka (w utworach „Zatracam się”,  „Supernowa” i „Fat”)
- Kosma Kałamrz – gitara basowa
- Sebastian Ruciński – gitara
- Piotr Witkowski – miksowanie, mastering, realizacja nagrań
- Magda Adamiak – muzyka (w utworze „Pryzmat”)
- Rafał Kossakowski – realizacja nagrań
- Paweł Olszówka – współprodukcja, muzyka (w utworze „Addiction”)

## Odbiór

### Krytyka
Po premierze album zdobył głównie pozytywne recenzje wśród krytyków muzycznych. Maciej Saskowski z serwisu JazzSoul.pl uznał krążek za „całkiem niezłą płytę”, docenił m.in. „nowocześnie zrealizowany repertuar na przyzwoitym poziomie” i „różnorodną muzykę”. Beata Prętnicka z portalu AllAboutMusic.pl opisała album jako „niekonwencjalny eksperyment z kawałkami”, doceniła m.in. różnorodność zawartych na nim utworów. Wiola Dziuba z serwisu Muzotakt.pl zwróciła uwagę na „zbyt małą różnorodność instrumentalną i zbyt małą liczbę utworów na płytach”, jednak w ogólnej ocenie uznała album za „niebanalny”. Jakub Pożarowszczyk z portalu Głos Kultury zwrócił uwagę na „brak piosenek szczególnie wybijających się ponad pozostałe”.